# Гіллсборо (Західна Вірджинія)
Гіллсборо (англ. Hillsboro) — місто (англ. town) в США, в окрузі Покахонтас штату Західна Вірджинія. Населення — 232 особи (2020).

## Географія
Гіллсборо розташоване за координатами 38°8′7″ пн. ш. 80°12′49″ зх. д. / 38.13528° пн. ш. 80.21361° зх. д. (38.135293, -80.213544).  За даними Бюро перепису населення США в 2010 році місто мало площу 0,93 км², уся площа — суходіл.

## Демографія
Згідно з переписом 2010 року, у місті мешкало 260 осіб у 120 домогосподарствах у складі 75 родин. Густота населення становила 280 осіб/км².  Було 149 помешкань (160/км²).
Расовий склад населення:
| - 98,5 % — білих - 1,2 % — корінних американців |

До двох чи більше рас належало 0,4 %. Частка іспаномовних становила 0,0 % від усіх жителів.
За віковим діапазоном населення розподілялося таким чином: 23,1 % — особи молодші 18 років, 58,8 % — особи у віці 18—64 років, 18,1 % — особи у віці 65 років та старші. Медіана віку мешканця становила 39,3 року. На 100 осіб жіночої статі у місті припадало 88,4 чоловіків;  на 100 жінок у віці від 18 років та старших — 90,5 чоловіків також старших 18 років.
Середній дохід на одне домашнє господарство  становив 30 750 доларів США (медіана — 27 614), а середній дохід на одну сім'ю — 37 017 доларів (медіана — 35 417). За межею бідності перебувало 34,6 % осіб, у тому числі 57,6 % дітей у віці до 18 років та 9,6 % осіб у віці 65 років та старших.
Цивільне працевлаштоване населення становило 102 особи. Основні галузі зайнятості: публічна адміністрація — 17,6 %, освіта, охорона здоров'я та соціальна допомога — 16,7 %, будівництво — 16,7 %.